# 주간고속도로 제85호선
주간고속도로 제85호선(영어: Interstate 85, I-85)은 미국 남동부 앨라배마주 몽고메리(Montgomery)에서 동부 버지니아주 피터즈버그(Petersburg)를 연결하는 총 연장 1076.25km의 남북축 고속도로이지만 완전히 남쪽에서 북쪽으로 길이 있는 것은 아니며 도로는 앨라배마 주부터 북동쪽으로 버지니아 주까지 놓여 있다. 때문에 남북축 고속도로와 많이 교차한다.
현재 앨라배마주 몽고메리 서쪽으로 85호선을 연장시켜 미시시피주 경계까지 도달해 20호선과 59호선과 교차하도록 하는 방안도 제안되고 있다.